# Insula Hoste

Insula Hoste

Insula Hoste este una dintre cele mai sudice insule ale statului Chile, situată în sudul și de-a lungul Canalului Beagle care o desparte de Isla Grande de Tierra del Fuego și în vestul Insulei Navarino, de care este separată de Canalul Murray. Pe Insula Hoste se găsesc cei mai sudici copaci de pe Pământ (Nothofagus antarctica). În sud-estul insulei se află Falsul Cap Horn. În romanul Naufragiații de pe Jonathan, Jules Verne a descris o republică imaginară care s-a fondat pe această insula.